# فاردا (إليا)
فاردا (Βάρδα) هي مدينة في إليا في مقاطعة كينتريكي إلادا في اليونان.
يبلغ عدد سكانها حوالي 3020 نسمة.